# Ербе
Ербе (італ. Erbé, вен. Erbé) — муніципалітет в Італії, у регіоні Венето,  провінція Верона.
Ербе розташоване на відстані близько 400 км на північ від Рима, 110 км на захід від Венеції, 21 км на південь від Верони.
Населення — 1832 особи (2014).
Щорічний фестиваль відбувається 24 червня. Покровитель — святий Іван Хреститель.

## Демографія
Населення за роками:

Станом на 1 січня 2023 року в муніципалітеті офіційно проживали 243 іноземці з 23 країн, серед них 123 громадяни країн Євросоюзу та 2 громадяни України.

## Сусідні муніципалітети
- Кастельбельфорте
- Ізола-делла-Скала
- Ногара
- Сорга
- Тревенцуоло